# 이완 리언
이완 레온(Iwan Rheon, 1985년 5월 13일 ~ )은 웨일스의 배우이다.

## 출연 작품
- 허리케인: 배틀 오브 브리튼
- 더 더트